# 後山線
後山線（フサンせん）は、朝鮮民主主義人民共和国南浦特別市龍岡郡にある後山駅から陽幕駅までを結ぶ鉄道路線である。

## 路線データ
- 路線距離：後山 - 陽幕間3.7km
- 駅数：2（両端駅を含む）
- 軌間：1435mm
- 電化区間：なし
- 複線区間：なし

## 駅一覧
- 駅所在地は全線南浦特別市龍岡郡内。

| 駅名   | 駅名   | 駅名    | 駅間キロ (km) | 累計キロ (km) | 接続路線             |
| 日本語 | 朝鮮語 | 英語    | 駅間キロ (km) | 累計キロ (km) | 接続路線             |
| ------ | ------ | ------- | ------------- | ------------- | -------------------- |
| 後山駅 | 후산역 | Husan   | 0.0           | 0.0           | 北朝鮮鉄道省：龍岡線 |
| 陽幕駅 | 양막역 | Yangmak | 3.7           | 3.7           |                      |

## 参考資料
- 国分隼人（2007年）. 『将軍様の鉄道 北朝鮮鉄道事情』, 新潮社. ISBN 9784103037316